# Anna Wojciechowska
Anna Wojciechowska z domu Traczkowska (ur. 29 lutego 1960 w Suwałkach) – polska urzędniczka samorządowa, finansistka i polityk, posłanka na Sejm IX i X kadencji.

## Życiorys
Córka Stanisława i Danuty. W 2003 uzyskała licencjat z finansów i bankowości w Wyższej Szkole Finansów i Zarządzania w Białymstoku. Na tej samej uczelni ukończyła w 2010 studia podyplomowe z doradztwa zawodowego. Zawodowo zajmowała się pozyskiwaniem funduszy europejskich jako certyfikowany doradca. Pracowała w Parku Naukowo-Technologicznym w Ełku, administracji lokalnej i powiatowej. Objęła funkcję wiceprezesa Stowarzyszenia Wzornictwo Przemysłowe Warmii i Mazur, została też członkinią polskiego oddziału Europejskiej Unii Kobiet.
W wyborach w 2010 bezskutecznie ubiegała się o mandat radnego powiatu ełckiego z listy lokalnego komitetu. W wyborach w 2018 była kandydatką Koalicji Obywatelskiej na prezydenta Ełku (otrzymała 21,4% głosów). W tych samych wyborach uzyskała mandat radnej miejskiej Ełku. W 2019 kandydowała bez powodzenia w wyborach do PE (jako bezpartyjna kandydatka Platformy Obywatelskiej) z ramienia Koalicji Europejskiej.
W tymże roku startowała następnie z listy KO w wyborach do Sejmu, otrzymując 7391 głosów w okręgu olsztyńskim (4. wynik w ramach listy KO, której przypadły 3 mandaty). Przystąpiła do PO, 4 maja 2021 złożyła ślubowanie, obejmując mandat posłanki IX kadencji (w miejsce zmarłej Anny Wasilewskiej).
W wyborach w 2023 została wybrana do Sejmu X kadencji z wynikiem 18 828 głosów. W 2024 bez powodzenia startowała w wyborach do Parlamentu Europejskiego (otrzymała 15 706 głosów).